# 동부주 (르완다)

동부 주의 위치

동부주(르완다어: Intara y'Iburasirazuba, 프랑스어: Province de l'Est, 영어: Eastern Province)는 르완다 동부와 남동부에 위치한 주로, 주도는 르와마가나이며 면적은 9,813km2, 인구는 2,141,174명(2009년 기준)이다.
2006년 1월 1일에 실시된 행정 구역 개편에 따라 키붕고 주, 우무타라 주 전체와 키갈리 교외주 대부분을 합병하여 신설되었으며 우간다, 탄자니아와 국경을 맞대고 있다. 7개 구를 관할한다.